# Стёпин, Игорь Викторович
И́горь Ви́кторович Стёпин (21 января 1967, Одесса — 16 мая 2018, Вильнюс) — советский и российский художник, муж и соавтор Светланы Мартынчик, с которой работал с 1986 года. Автор идей и концепций мира, в котором разворачивается действие книг из серий «Лабиринты Ехо» и «Хроники Ехо». Стёпин и Мартынчик известны своими пластилиновыми работами по миру Хомана.
Стёпин известен как один из основателей одесской панк-шансон группы «Клуб Унылых Лиц». Группа ещё в 1989 году вошла в рок-энциклопедию А. К. Троицкого как ярчайшая представительница рок-н-ролла Одессы усилиями Стаса Подлипского (вокал, гитара, тексты) и Игоря Стёпина (тексты, художник). B альбоме 1994 года «Чёрная Тишина» больше половины текстов написано Стёпиным.
С 1993 года жил в Москве.

## Работы художника находятся в коллекциях
- Государственный Русский музей, Санкт-Петербург.
- Neue Pinakothek, Музей Карла Эрнста Остхауса, Хаген, Германия.
- Частные коллекции в США и Европе.

## Персональные выставки
- 1997 — «Страмосляба», Галерея Марата Гельмана, Москва.
- 1996 — «Мадайк», Кунстферайн имени Альбрехта Дюрера, Нюрнберг, Германия.
- 1996 — «Мадайк», Муниципальная галерея на Фишмаркт, Эрфурт, Германия.
- 1996 — «Мадайк, шестой континент», Villa Salve Hospes[нем.], Кунстферайн, Брауншвейг, Германия.
- 1995 — «Хроники Махум», Галерея Марата Гельмана, Москва.
- 1995 — «Флора и фауна мира Хомана», Галерея Виттенбринк, Мюнхен, Германия.
- 1995 — «Мадайк, шестой континент», Музей Карла Эрнста Остхауса, Хаген, Германия.
- 1994 — «Айишана», Галерея «Дар», Москва.
- 1994 — «Люди Хо», Галерея Рональда Фельдмана, Нью-Йорк, США.
- 1994 — «Хроники Аббае», IBN, Москва.
- 1994 — «Хроники Аббае», Государственный Русский музей, Санкт-Петербург.
- 1993 — «Черный квадрат», Галерея Марата Гельмана, Москва.
- 1993 — «Лев Толстой „детство, отрочество, юность“», Галерея на Трехпрудном, Москва.
- 1993 — «Хроники Аббае», Галерея Марата Гельмана, Москва.
- 1992 — «Народ Хо», Галерея Марата Гельмана, Москва.